# Далум
Далум (њем. Dahlum) општина је у њемачкој савезној држави Доња Саксонија. Једно је од 37 општинских средишта округа Волфенбител. Према процјени из 2010. у општини је живјело 736 становника. Посједује регионалну шифру (AGS) 3158007.

## Географски и демографски подаци
Далум се налази у савезној држави Доња Саксонија у округу Волфенбител. Општина се налази на надморској висини од 157 метара. Површина општине износи 15,1 km². У самом мјесту је, према процјени из 2010. године, живјело 736 становника. Просјечна густина становништва износи 49 становника/km².

## Међународна сарадња
| Мјесто   | Држава               | Врста сарадње | Од    |
| -------- | -------------------- | ------------- | ----- |
|          | Француска            | партнерство   | 1986. |
| Бромјард | Уједињено Краљевство | контакт       | 2000. |
| Извор    |                      |               |       |